# Pișchia, Timiș
Pișchia este satul de reședință al comunei cu același nume din județul Timiș, Banat, România.